# Ashley Moyer-Gleich

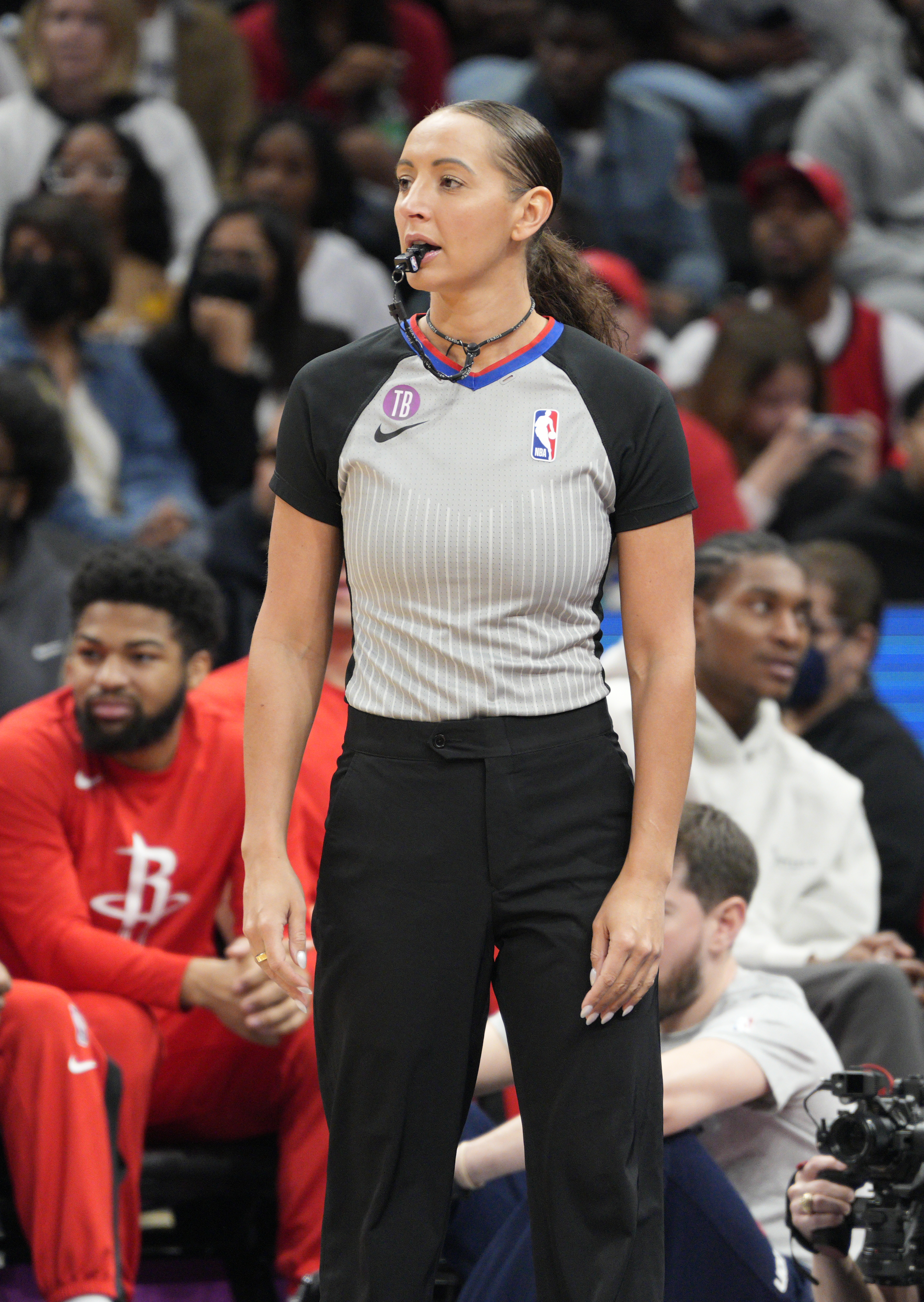
Ashley Moyer-Gleich im April 2023

Ashley Moyer-Gleich (* 5. August 1987 in Lebanon, Pennsylvania als Ashley Moyer) ist eine US-amerikanische Schiedsrichterin im Basketball, die seit dem Jahr 2018 in der NBA tätig ist. Sie trägt die Uniform mit der Nummer 13.

## Karriere

### College-Basketball
Vor dem Einstieg in die NBA arbeitete sie vier Jahre als College-Basketballschiedsrichterin u. a. in der Atlantic Coast Conference, Atlantic 10 Conference, Patriot League und Ivy League.

### National Basketball Association
Moyer-Gleich begann im Jahr 2018 ihre NBA-Schiedsrichterlaufbahn beim Spiel der Minnesota Timberwolves gegen die Indiana Pacers.
Zuvor war sie drei Jahre als Schiedsrichterin in der NBA G-League und ein Jahr in der Women’s National Basketball Association tätig.

## Privates
Sie ist mit dem College-Basketballschiedsrichter Johnee Gleich verheiratet.